# Gran Premio motociclistico dell'Ulster 1955
Il Gran Premio motociclistico dell'Ulster fu il settimo e penultimo appuntamento del motomondiale 1955.
Si svolse l'11 e il 13 agosto 1955 sul Circuito di Dundrod. Erano in programma solo le tre classi di maggior cilindrata che concorrevano al mondiale (la classe 350 gareggiò il giovedì 11, le 250 e le 500 sabato 13).
Le vittorie furono tutte di piloti britannici con Bill Lomas che si impose sia nella 500 che nella 350 (precedendo in entrambe le occasioni il connazionale John Hartle) e John Surtees nella 250.

## Classe 500
Assenti i due capofila del mondiale Geoff Duke già matematicamente campione e il suo compagno di squadra alla Gilera Reg Armstrong, furono alla partenza del gran premio 44 piloti (altre fonti riportano 46), di cui esattamente la metà venne classificata al termine della gara.
Tra i ritirati vi furono Jack Ahearn, John Surtees, Jack Brett e Arthur Wheeler

### Arrivati al traguardo
| Pos. | Pilota            | Moto       | Tempo      | Punti |
| ---- | ----------------- | ---------- | ---------- | ----- |
| 1    | Bill Lomas        | Moto Guzzi | 2h 00:31.0 | 8     |
| 2    | John Hartle       | Norton     | + 6.0      | 6     |
| 3    | Dickie Dale       | Moto Guzzi | + 3:13.0   | 4     |
| 4    | Bob McIntyre      | Norton     | + 4:21.0   | 3     |
| 5    | Peter Murphy      | Matchless  | + 1 giro   | 2     |
| 6    | John Clark        | Matchless  | + 1 giro   | 1     |
| 7    | Eric Jones        | Norton     | + 2 giri   |       |
| 8    | Percy Tait        | Norton     | + 2 giri   |       |
| 9    | William Collett   | Matchless  | + 2 giri   |       |
| 10   | Maurice Low       | BSA        | + 2 giri   |       |
| 11   | Robert Matthews   | Velocette  | + 2 giri   |       |
| 12   | Malcolm Templeton | Matchless  | + 3 giri   |       |
| 13   | Kenneth Tostevin  | Matchless  | + 3 giri   |       |
| 14   | Agnus Martin      | Norton     | + 3 giri   |       |
| 15   | Harry T. Turner   | Norton     | + 3 giri   |       |
| 16   | Ralph Rensen      | Norton     | + 3 giri   |       |
| 17   | Ernie Oliver      | Norton     | + 3 giri   |       |
| 18   | Dick R. Knox      | Norton     | + 3 giri   |       |
| 19   | Robert King       | Norton     | + 3 giri   |       |
| 20   | Ken Swallow       | Matchless  | + 4 giri   |       |
| 21   | Jimmy Hayes       | AJS        | + 4 giri   |       |
| 22   | Roy E. Evans      | Matchless  | + 4 giri   |       |

## Classe 350
Tra i ritirati vi fu Dickie Dale

### Arrivati al traguardo (posizioni a punti)
| Pos. | Pilota         | Moto       | Tempo      | Punti |
| ---- | -------------- | ---------- | ---------- | ----- |
| 1    | Bill Lomas     | Moto Guzzi | 1h 39' 38" | 8     |
| 2    | John Hartle    | Norton     |            | 6     |
| 3    | John Surtees   | Norton     |            | 4     |
| 4    | Cecil Sandford | Moto Guzzi |            | 3     |
| 5    | Bob McIntyre   | Norton     |            | 2     |
| 6    | Peter Murphy   | AJS        |            | 1     |

## Classe 250

### Arrivati al traguardo (posizioni a punti)
| Pos. | Pilota              | Moto       | Tempo    | Punti |
| ---- | ------------------- | ---------- | -------- | ----- |
| 1    | John Surtees        | NSU        | 1h 6' 4" | 8     |
| 2    | Sammy Miller        | NSU        |          | 6     |
| 3    | Umberto Masetti     | MV Agusta  |          | 4     |
| 4    | Bill Lomas          | MV Agusta  |          | 3     |
| 5    | Cecil Sandford      | Moto Guzzi |          | 2     |
| 6    | Hermann Paul Müller | NSU        |          | 1     |